# فيكتور سامويلسون
فيكتور سامويلسون (بالإسبانية: Víctor Samuelson)‏ هو رائد أعمال أرجنتيني، ولد في 1937 في كليفلاند في الولايات المتحدة.